# 2022 AP7
2022 AP7 هو كويكب ضمن كويكبات أبولو ويصنف بأنه من الأجرام كامنة المخاطر يدور في مدار بين الزهرة والمشتري. اكتشف في 13 يناير 2022 بواسطة سكوت شيبارد في مرصد كرو تولولو.
استنادًا إلى الحجم المطلق (H) 17.3، من المحتمل أن يكون 2022 AP7 أكبر جسم يحتمل أن يكوّن خطراً تم تحديده في السنوات الثماني السابقة لاكتشافه في عام 2022. 

## اكتشافه
تم اكتشاف 2022 AP7 كجزء من مسح الشفق الذي أجراه شيبارد للكويكبات القريبة من الأرض - الداخلية للأرض والزهرة ، باستخدام كاميرا الطاقة المظلمة في مرصد سيرو تولولو. تشمل الاكتشافات البارزة من هذا المسح الكويكبات Atira 2021 LJ4 و 2021 PH27 ، والتي تحمل الرقم القياسي لأقصر فترة مدارية لأي كويكب معروف اعتبارًا من عام 2022. 

## المدار والتصنيف
الكويكب 2022 AP7 يعتبر "خطره محتمل" فقط بسبب حجمها الكبير ومسافة تقاطع المدار الدنيا المنخفضة (MOID) في حدود 0.05 AU (7.5 مليون كيلومتر ؛ أو 19 مسافة قمرية). ومع ذلك ، لا يقوم الكويكب حاليًا باقتراب قريب ملحوظ من الأرض لأنه يقع في 1: 5 بالقرب من الرنين المداري مع الأرض ،  مما يعني أن الأمر يستغرق حوالي 5.0 سنوات بالضبط للدوران حول الشمس في مدار إهليلجي للغاية.  As a result, 2022 AP7 هذا الرنين يضعه بانتظام في مواقف تكون فيها ظروف المراقبة غير مواتية ؛ يحجب وهج الشمس الكويكب عندما يصبح أكثر سطوعًا بالقرب من الحضيض الشمسي عند التموجات الشمسية المنخفضة ويمكن أن يكون أكثر خفوتًا عند العكس عندما يكون بعيدًا عن الأرض. نتيجة لذلك ، لا يمكن البحث عن 2022 AP7 بكفاءة إلا وقت الشفق عندما يكون في اشد لمعانه ؛ كان الكويكب يبعد 45 درجة عن الشمس و 1.9 وحدة فلكية عن الأرض عندما تم اكتشافه.  اقترب الكويكب من أقرب نقطة له على مسافة 1.5 وحدة فلكية من الأرض في مارس 2022. ولن يقترب الكويكب من الأرض مرة أخرى حتى مارس 2027. بحلول مايو 2022 ، عندما كان الكويكب على بعد 1 وحدة فلكية من الشمس وبالقرب من مسيرة الشمس ، كانت الأرض على الجانب الآخر من الشمس على بعد 1.9 وحدة فلكية من الكويكب.
الكويكب غير مدرج في قائمة المخاطر. مدار 2022 AP7 محدد جيدًا وسيضمن فقط الاقتراب البعيد الذي يتجاوز 1.1 AU (160 مليون كيلومتر ؛ 430 LD) من كوكب المشتري خلال الـ 146 عامًا القادمة. سيمر الكويكب أيضًا بـ 0.16 AU (24 مليون كم ؛ 62 LD) من المريخ في 9 مايو 2107. من الناحية الاسمية ، لن يقترب الكويكب من 1 وحدة فلكية من الأرض حتى أبريل 2332. على مدى القرون العديدة القادمة إن لم يكن آلاف السنين ، فإن الاضطرابات المتكررة من خلال هذه اللقاءات ستؤدي في النهاية إلى كسر 1: 5 الرنين المداري القريب من 2022 AP7 ، مما قد يؤدي إلى تأثير على الأرض.
| الجرم السماوي | التاريخ    | اقرب تقارب (وحدة فلكية)         |
| ------------- | ---------- | ------------------------------- |
| المريخ        | 2107-05-09 | 0.16 AU (24 مليون كـم؛ 62 LD)   |
| الزهرة        | 2147-04-22 | 0.23 AU (34 مليون كـم؛ 90 LD)   |
| عطارد         | 2062-03-07 | 0.44 AU (66 مليون كـم؛ 170 LD)  |
| الشمس         | 2057-03-26 | 0.82 AU (123 مليون كـم؛ 320 LD) |
| المشتري       | 2109-09-30 | 1.19 AU (178 مليون كـم؛ 460 LD) |
| الأرض         | 2052-03-12 | 1.37 AU (205 مليون كـم؛ 530 LD) |